# Incendie du 10 août 1903 dans le métro de Paris
L’incendie du 10 août 1903 dans le métro de Paris, également connu à l'époque comme la catastrophe du métropolitain, est un accident ferroviaire survenu sur la ligne 2 Nord (actuelle ligne 2) du métro de Paris le 10 août 1903. Ce jour-là, un incendie sur une motrice cause la mort de 84 personnes dans les stations Couronnes et Ménilmontant.
Après un premier départ de feu causé par un court-circuit de l'une de ses motrices à la station Barbès, une rame en bois fait route pour le garage de Nation mais s'embrase en chemin, à l'entrée de la station Ménilmontant. La plupart des victimes sont alors asphyxiées sur les quais de la station Couronnes en raison des fumées et de la chaleur dégagées par le train en flammes. Le bilan est fortement alourdi par le milieu souterrain et l'absence de sorties secondaires dans les stations.
Cette catastrophe se produit seulement trois ans après l'ouverture du métro à Paris et reste aujourd'hui encore le plus important accident jamais survenu sur le réseau. Elle marque alors profondément l'opinion publique et met en lumière la mauvaise maîtrise de la traction électrique, alors dans ses premiers balbutiements, ainsi qu'un certain nombre de failles de sécurité dans la conception et l'exploitation du métro. Des mesures drastiques seront ensuite prises par les autorités afin d'éviter qu'un tel drame ne se reproduise, la plus importante étant l'abandon définitif des rames à caisses en bois et leur remplacement par du matériel métallique.

## Contexte

### Un réseau en développement continu
Le 19 juillet 1900, la première ligne du métro parisien a été mise en service entre Porte Maillot et Porte de Vincennes. Les usagers ayant plébiscité en masse ce nouveau mode de transport en commun, le réseau va s'étendre rapidement.
Alors que le schéma initial adopté par le conseil municipal de Paris le 9 juillet 1897 prévoyait une ligne B, ou ligne 2 circulaire suivant le parcours des anciens boulevards des fermiers généraux, pour hâter la mise en exploitation, le projet a été finalement scindé en deux lignes distinctes, nommées ligne 2 Nord et ligne 2 Sud, dont les premiers tronçons, greffés sur la ligne 1, sont amorcés dès la fin de l'année 1900. 
La ligne 2 Nord, qui a progressé le plus rapidement, est entièrement ouverte le 2 avril 1903. Sa mise en service a eu lieu en trois étapes successives, d'abord de la Porte Dauphine à la station Anvers le 7 octobre 1902, ensuite jusqu'à Rue de Bagnolet le 31 janvier 1903 et enfin jusqu'à son terminus, Place de la Nation. Celui-ci est doté d'une boucle de retournement et d'un vaste faisceau de voies permettant le garage des rames. Couverte sur sa plus grande longueur, elle suit un parcours aérien entre les stations Place d'Anvers et Combat, sur un tronçon en viaduc comportant quatre stations : Boulevard Barbès,  Rue de La Chapelle, Rue d'Aubervilliers, et Rue d’Allemagne.
L'évolution du matériel roulant est allée de pair avec la progression du réseau et de sa fréquentation. Aux premiers temps de l'exploitation de la ligne 1, circulent des rames courtes de « deux ou trois voitures ordinaires » tirées par une « voiture automotrice » à cabine de conduite (dite loge) unique, formation imposant la construction aux terminus d'une boucle de retournement nécessaire au demi-tour. Cette infrastructure coûteuse devient superflue avec la mise en service de motrices à deux cabines, lesquelles peuvent repartir dans l'autre sens après avoir été décrochées pour passer d'une extrémité à l'autre de la rame, manœuvre qui disparaitra elle aussi avec l'arrivée des motrices dites Thomson-Double. En effet, celles-ci peuvent fonctionner en couplage pour encadrer six remorques, formant ainsi une unité multiple de huit véhicules pilotable dans les deux sens depuis l'engin de tête, lequel assure également l'alimentation en électricité (600 v courant continu) au moyen de câbles positionnés sous le plancher de la rame.

### Un environnement technique fragile
Depuis la mise en service de sa première ligne, le Métropolitain n'a connu qu'un accident assez grave, le 19 octobre 1900 à la station Concorde, lorsqu'un problème de signalisation provoque la collision de deux trains et fait trente blessés. En revanche, les incidents de fonctionnement y sont nombreux, généralement liés à l'utilisation de la traction électrique, à laquelle les concepteurs du métro parisien ont choisi dès 1895 de recourir, avec alimentation en courant continu de 600 volts par troisième rail. Cette technologie novatrice pour l’époque est en effet encore balbutiante en France, où l'on en découvre empiriquement les risques. Ainsi, les courts-circuits causés par les faux contacts des frotteurs des motrices sur le rail conducteur ou par la défaillance des appareillages et câblages électriques à l'isolation souvent rudimentaire provoquent de nombreuses pannes. Celles-ci dégénèrent parfois en incendies, compte tenu du caractère inflammable de la plupart des matériaux utilisés pour la construction du matériel roulant, dont les caisses sont encore entièrement en bois.Les risques électriques ont été encore accrus avec les motrices Thomson-Double fonctionnant en unité multiple étant donné que le courant de traction, à la même tension que le troisième rail, circule à travers l'ensemble de la rame alors qu'il était cantonné à la seule motrice sur le matériel de 1899.

## L'enchaînement des faits

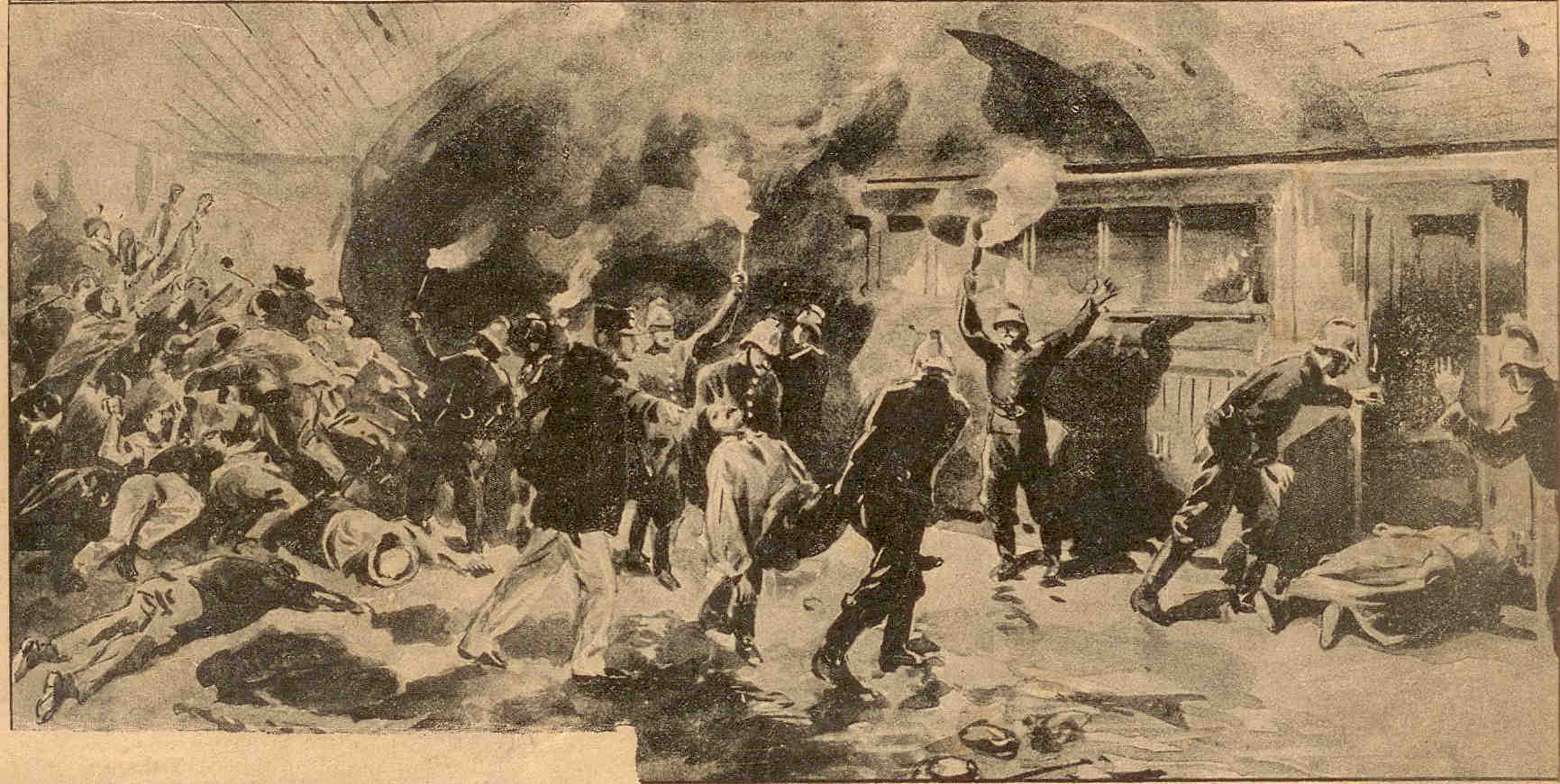
L'Actualité, no 187, 16 août 1903.

### Début du sinistre
Le 10 août 1903, vers 19 heures, un peu plus de quatre mois après l'ouverture complète de la ligne 2 Nord (Porte Dauphine – Nation), le train 43, composé de huit voitures en bois, dont deux motrices, l'une en tête (la M202) et l'autre en queue (la M233) encadrant quatre remorques de seconde classe (B165, B175, B119 et B133) et deux de première classe (A175 et A125), se dirige vers Nation. 
Plus tôt dans la journée, il a fallu remplacer plusieurs plombs aux compresseurs des deux motrices car ils avaient fondu et la rame avait été brièvement garée et inspectée. La motrice de tête a parcouru près de 20 000 km depuis sa dernière révision, ce qui nécessitera un nouveau passage en révision.
Après être sorti du tunnel pour aborder la partie aérienne de la ligne, le train 43 s’arrête à la station Barbès, et son conducteur remarque que de la fumée émane du plancher de la motrice avant. Soulevant une trappe d'accès aux moteurs, il constate que le dispositif de prise de courant sur le rail (électriseur dans le jargon du métro de l'époque) est en feu. Le feu a pris dans le câblage qui alimente un des moteurs de traction et s’est propagé à la prise de courant. Les employés du train et de la station font alors descendre les voyageurs et relèvent les frotteurs, ce qui coupe le courant à bord de la rame. Après avoir jeté sur le commencement d'incendie une grenade extinctrice et utilisé au moins un seau d’eau, ils pensent le feu éteint. 
Afin de ne pas bloquer les convois qui suivent, le conducteur repart à vide pour gagner Nation. Il ignore que la cause de cet incendie n’est pas simplement la surchauffe d’un moteur de traction, mais bel et bien un court-circuit au sein d’un des moteurs. Le fait d’avoir repris le contact entre les frotteurs et le troisième rail afin de repartir a donc pour effet de raviver l'incendie.
Après avoir passé sans arrêt les stations La Chapelle et Aubervilliers (aujourd'hui Stalingrad), le train, sur lequel le feu continue à se développer malgré de nouvelles tentatives d'extinction, s'arrête à la station Allemagne (aujourd'hui Jaurès). Son conducteur y demande un extincteur avant de laisser redescendre sa rame dans le tunnel jusqu'à Combat (aujourd'hui Colonel Fabien). À nouveau, lors de l’arrêt à la station Combat, les frotteurs sont relevés au moyen de palettes de bois mais celles-ci prennent feu et il faut couper le courant, ce qui met fin à la progression des flammes jusqu'à ce que le courant soit rétabli cinq minutes plus tard.
Comme il n’est pas parvenu à détacher la motrice en flammes du reste du convoi, après avoir pris place dans la motrice de queue qui subit plusieurs avaries lorsqu'il tente de la redémarrer, son conducteur, craignant de rester en détresse, demande que la rame soit poussée par le train suivant qui se trouve alors à la station Allemagne.
Quelques instants plus tard, arrive le train 52, composé de quatre voitures (motrice M139, remorques de seconde classe B213 et B161, et remorque de première classe A13) dont on a fait descendre les voyageurs à Allemagne. 
Rassemblées en un seul train, les douze voitures repartent, occupées seulement par leur personnel (conducteurs, chefs de trains et contrôleurs), mais rien n’est fait pour isoler le frotteur de la motrice M202. Bien qu'il existe juste après la station Combat une voie de garage utilisable, elles sont aiguillées sur la voie directe vers Nation. Il existe des versions divergentes expliquant ce choix. Selon la Compagnie, c'est le conducteur du train 43 qui a refusé le garage. Selon celui-ci, il l'avait au contraire demandé, mais l'aiguillage n'avait pas fonctionné. Quoi qu'il en soit, le convoi poursuit sa route et franchit les stations Belleville et Couronnes pendant que l'incendie gagne progressivement du terrain dans les voitures de tête.

### La catastrophe
Au passage à la station Couronnes, M. Didier, le chef de station, impressionné par les flammes, tente de faire arrêter le convoi. Malgré cela, M. Fleuret, le conducteur de la rame 52, lui crie qu'il pense être en mesure de poursuivre sa marche. 
Toutefois, très peu de temps après, un violent court-circuit provoque une série d'explosions et l'arrêt du convoi puis l'embrasement général de la motrice, juste avant son entrée dans la station Ménilmontant. Sur les quais attendent un grand nombre de voyageurs, dont certains sont pris au piège des flammes et de la fumée. 
Les flammes se propagent progressivement au reste de la rame et la fumée produite par la rame se trouvant pratiquement à l’entrée de Ménilmontant envahit rapidement l’unique vestibule de la station. Les personnes présentes sur les quais, qui mettront trop de temps à les évacuer, devront fuir par le tunnel en direction de la station Père Lachaise.  
Pendant ces événements, survenus à une heure de pointe, le trafic de la ligne n'a pas été interrompu, et le train numéro 48 suit dans le même sens. Comme le train 52, il n'est composé que de quatre voitures, mais est bondé, compte tenu de l'afflux des voyageurs laissés à Barbès par le train 43 et à Allemagne par le train 52.
Arrivé à la station Couronnes, il ne peut repartir puisque le signal reste à l'arrêt. Les feux arrière de la rame précédente sont d'ailleurs visibles dans le tunnel, indiquant qu'elle n'a toujours pas quitté Ménilmontant. Au bout d'une dizaine de minutes, ils s'éteignent soudain, et le bruit d'une explosion se propage dans le tunnel, alors que le chef de train du 52 et un de ses collègues, arrivés à pied par les voies, annoncent que les deux rames brûlent. Presque simultanément, une colonne d'épaisse fumée noire en provenance du sinistre commence à envahir l'ensemble du souterrain.
Le chef de station et le chef du train 48, conscients de l'imminence et de la gravité du danger, demandent alors aux voyageurs de quitter la rame et d'évacuer les lieux, mais seuls quelques-uns d'entre eux s'exécutent rapidement et en bon ordre. En effet, la plupart préfèrent rester dans les voitures en espérant une hypothétique reprise du trafic, ou bien exigent au préalable le remboursement de leur billet, allant même jusqu'à molester le personnel.
À ces brefs instants de confusion succède vite la panique lorsque, vers 19 h 30, l'éclairage électrique est brutalement interrompu, et qu'il s'avère que les lanternes, bougies et autres allumettes utilisables comme substitut ne parviennent pas à percer l'épaisse obscurité créée par la fumée et s'éteignent très vite faute d'oxygène. Cette coupure de courant est liée au fait que les boîtes de coupure se trouvaient à Ménilmontant, juste au-dessus de l’endroit où brûle la motrice M202.
Les personnes encore présentes sur les quais et dans le train s'efforcent alors à tâtons et dans une bousculade indescriptible d'échapper au nuage délétère. Les unes se dirigent vers les escaliers de l'unique sortie située côté Ménilmontant et, bien que parfois sévèrement intoxiquées, seront généralement sauves. Les autres, par méconnaissance des lieux ou désorientées dans les ténèbres, gagnent l'extrémité nord de la station, dépourvue d'issue autre que le tunnel vers Belleville. La plupart d'entre elles s'agglutineront au bout du quai contre les parois de céramique avec l'espoir d'y trouver une hypothétique sortie, et s'écrouleront, asphyxiées. Quelques-unes réussiront à descendre sur les voies pour emprunter le tunnel, mais deux d'entre elles seront rattrapées et tuées par les vapeurs nocives avant de parvenir à Belleville.

### Lutte contre l'incendie et premiers secours
Les pompiers dépêchés sur place ne peuvent pas pénétrer dans les stations en raison de la chaleur extrême ; ils renoncent donc à secourir d'éventuels survivants. Ceux qui tentent de descendre dans l'escalier doivent battre en retraite. Des bruits d'effondrement sont audibles depuis la rue, faisant craindre que la voûte des stations et du tunnel ne s'écroule sous l'effet de la chaleur, mais les pompiers n'ont d'autre choix que d'attendre la réduction de l'intensité du feu.
Quelques rescapés du sinistre sont menés chez un pharmacien du boulevard de Belleville qui leur prodigue les premiers secours. La plupart sont brûlés ou partiellement intoxiqués par les fumées.
Le préfet de police de Paris, M. Louis Lépine, se rend sur les lieux du drame et tente même de descendre  dans le brasier. Fulgence Bienvenüe, ingénieur en chef chargé de la construction du réseau, est également présent.
Aux premières heures du jour, le feu semble éteint et l'atmosphère devient plus respirable. Le préfet Lépine, les pompiers et les secouristes se risquent enfin à descendre dans le tunnel, munis de torches car aucun éclairage n'a résisté aux températures extrêmes.

## Bilan
Les stations Ménilmontant et Couronnes, transformées durant toute la nuit en fournaises à l'atmosphère irrespirable par l'incendie des deux rames et le courant d'air engendré dans le tunnel, malgré les efforts des pompiers de Paris, n'ont pu être accessibles au prix de nombreuses difficultés qu'aux premières heures de la matinée. Dans la première, on a pu dénombrer 7 morts, la plupart carbonisés ; dans la seconde et à ses abords, 77 morts, tous asphyxiés, dont les corps sont entassés contre le tympan de la station. L'accident a également fait des blessés, dont les conducteurs des deux rames incendiées, gravement brûlés, et des dizaines de personnes intoxiquées par l'inhalation des fumées empoisonnées. Ses 84 morts en font au moment des faits la catastrophe la plus meurtrière à s'être produite sur un réseau de transport urbain. Elle reste la plus importante de l'histoire du métro parisien.
Il ne reste presque plus rien des deux rames incendiées, leurs caisses en bois n'étant pas ignifugées ; seules les châssis et les roues, métalliques, sont encore visibles. Les stations Couronnes et Ménilmontant ont subi de sérieux dommages et la voûte carrelée s'est effondrée par endroit sous l'effet de la chaleur.

## Les responsabilités

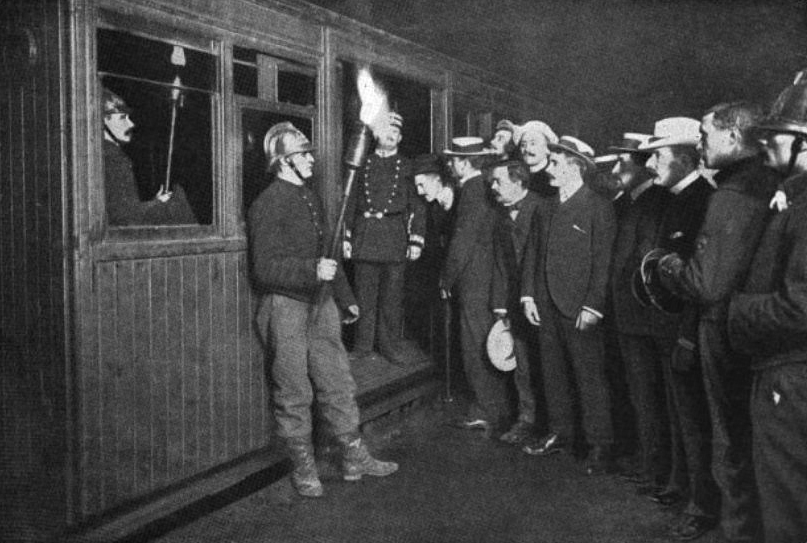
Le 19 août 1903, des pompiers inspectent le train à la station Couronnes.

Le statut du Métropolitain de Paris est régi par une loi spéciale le plaçant hors du droit commun. Ainsi, la construction du réseau est assurée par la ville de Paris, qui a confié par concession son exploitation, sous sa surveillance, à la Compagnie du chemin de fer métropolitain de Paris, entreprise privée constituée sous forme de société anonyme. Toutefois, Paris étant une collectivité territoriale à statut particulier, administrée par un conseil municipal, mais dépourvue de maire, c'est une autorité de l'État, le préfet de la Seine, qui la représente, sauf pour les questions de sécurité, qui relèvent d'une autre autorité de l'État, le préfet de police de Paris.
La responsabilité peut donc être envisagée sur des plans différents selon les causes auxquelles on attribue l'accident et les personnes que l'on incrimine.
Dès l'annonce de la catastrophe, en l'absence du préfet de la Seine parti en vacances, le préfet de police de Paris, M. Louis Lépine, a tenu à montrer que l'État assume ses responsabilités en matière de sécurité. Il a donc pris personnellement en charge la direction des secours, en se rendant sur les lieux pour les coordonner et même en tentant à plusieurs reprises de descendre lui aussi avec les pompiers dans les stations envahies par la fumée et les flammes.
D'aucuns mettant en cause la Ville de Paris pour l'absence de bouches d'aération permettant l'évacuation des fumées sur les lieux du sinistre, Fulgence Bienvenüe, l'ingénieur en chef chargé de la construction du métropolitain, s'efforce de réfuter ces critiques en expliquant qu'elles auraient été inutiles à cet endroit, compte tenu de l'appel d'air provoqué par la sortie vers le parcours aérien.
Finalement, la Compagnie du chemin de fer métropolitain de Paris, dont le service a mal fonctionné, semble devoir être la principale responsable. L'incrimination pénale des personnes morales n'étant pas encore admise à l'époque, c'est donc son directeur, M. Vignes, qui est personnellement inculpé d'homicide involontaire, pour n'avoir pas pris les mesures de précaution propres à éviter la catastrophe. Toutefois, il bénéficiera rapidement d'une ordonnance de non-lieu, après que la compagnie eut démontré qu'elle avait bien édicté des règles s'imposant à ses agents pour traiter l'incident à l'origine du drame, qui aurait été évité si elles avaient été respectées.
Aussi, ce sont finalement quatre employés subalternes, MM. Chauvin et Cavayé, respectivement conducteur et chef du train 43, Jouffroy, chef du train 52, et Renaud chef de la station Combat qui, au terme d'une assez longue enquête, sont inculpés d'homicide involontaire le 1er avril 1904 par M. Jolliot, juge d'instruction.
Leur procès s'ouvrira pour trois jours le 8 décembre 1904, devant la 8e chambre du tribunal correctionnel de la Seine. Au cours des débats, on entend notamment le témoignage nuancé d'un expert en physique renommé, qui confirme que le respect des prescriptions réglementaires aurait sans doute permis d'éviter la catastrophe, tout en reconnaissant que dans le domaine encore mal connu de l'électricité, il peut être parfois salutaire de s'en affranchir.
Plaidant pour la défense de MM. Renaud et Chauvin, Alexandre Millerand reprendra, entre autres arguments, celui tiré des risques normaux du progrès technique, déjà invoqué lors du procès de la catastrophe ferroviaire de Meudon .
Invité par le ministère public à appliquer la loi, mais sans exclure une possible indulgence, le tribunal, dans son jugement rendu le 17 décembre 1904, attribuant aux victimes une part de responsabilité, reconnaitra aux personnels poursuivis des circonstances atténuantes, compte tenu de leur recrutement précipité et de leur manque d'expérience.
MM. Renaud et Jouffroy sont condamnés à un mois de prison avec sursis et 2 000 francs d'amende, Chauvin à 3 000 francs et Cavayé à 2 000 francs. La Compagnie est déclarée pour le principe civilement responsable, mais en l'absence de partie civile, ne doit verser aucune indemnité. En effet, reconnaissant implicitement sa responsabilité, elle avait provisionné sur les résultats de son exercice 1903 deux millions de francs au titre de l'indemnisation des victimes, dont elle avait déjà versé 1 253 000 francs, comme l'a expliqué son avocat lors du procès.

## Conséquences
Abstraction faite des erreurs humaines directement à l'origine de l'accident, celui-ci avait mis en évidence un certain nombre de défauts dans la conception et l'organisation du réseau, qu'il importait de corriger afin d'éviter que, comme cela avait été le cas, un simple incident d'exploitation tourne à nouveau à la catastrophe. Le préfet de la Seine, à qui incombait la surveillance de l'exécution de la concession, étant absent le jour de l'accident, c'est un conseiller général du département, Félix Roussel, qui en son nom avait immédiatement suscité la création d'une commission technique d'enquête. Celle-ci rendit en décembre 1903 un rapport préconisant un grand nombre de modifications relevant essentiellement de la société concessionnaire.
Deux déficiences avaient été plus particulièrement dénoncées.
La première était la vulnérabilité au feu du matériel roulant, dit matériel à essieux parallèles, construit presque entièrement en bois, avec câbles et appareillage électrique sous le plancher des voitures, créant des risques d'autant plus grands en cas de court-circuit que la gutta-percha utilisée à l'époque comme isolant était hautement inflammable. La catastrophe imposait donc la modification urgente des rames. Celles-ci furent d'abord dotées de cabines de conduite métalliques, puis entièrement métallisées à partir de 1906, changements préludant à la conception puis la mise en service des modernes rames Sprague-Thomson deux ans plus tard.
Le second défaut mis en évidence par la catastrophe tenait au circuit électrique unique alimentant à la fois la traction et l'éclairage, qui avait provoqué une coupure générale du courant lors de l'incendie. Il fut donc décidé de créer deux réseaux séparés, découpés en sections pour limiter l'impact des avaries. Les éléments de traction furent protégés par des fusibles. Des blocs lumineux de secours à alimentation autonome marqués « Sortie » furent installés aux endroits cruciaux, et l'éclairage des tunnels fut rendu obligatoire.
Des mesures de sécurité complémentaires ont été formulées. Il a notamment été demandé à la CMP d'aménager des accès supplémentaires dans les stations afin de disposer d'une issue à chaque extrémité des quais. Pour des raisons financières, la compagnie restera sourde à cette demande mais les étroits accès secondaires de certaines stations de la ligne 3, ouverte en 1904, témoignent encore de cette exigence. Une autre conséquence indirecte de la catastrophe a été la généralisation des voies d'évitement sur les nouvelles lignes afin de permettre à un train avarié d'être garé sans interrompre le trafic.